# Урзайбашевский сельсовет
Урзайбашевский сельсове́т — упразднённая в 2008 году административно-территориальная единица и сельское поселение (тип муниципального образования) в составе Буздякского района. Почтовый индекс — 452723. Код ОКАТО — 80217843000. Объединён с сельским поселением Арслановский сельсовет. 

## Состав сельсовета
село Урзайбаш - административный центр, деревни Киязибаш, Кызыл-Елга.

## История
Закон Республики Башкортостан от 19.11.2008 N 49–з “Об изменениях в  административно–территориальном устройстве Республики Башкортостан в связи с объединением отдельных сельсоветов и передачей населённых пунктов”, ст.1 п. 14) б) гласил: 

 “Внести следующие изменения в административно–территориальное устройство Республики Башкортостан:
 объединить Арслановский и Урзайбашевский сельсоветы  с сохранением наименования "Арслановский" с административным центром в селе Старые Богады.
Включить село Урзайбаш, деревни Киязибаш, Кызыл–Елга Урзайбашевского сельсовета в состав Арслановского сельсовета.

Утвердить границы Арслановского сельсовета согласно представленной  схематической карте.

Исключить из учётных данных Урзайбашевский сельсовет
На 2008 год граничил с муниципальными образованиями: Каранский сельсовет, Арслановский сельсовет, («Закон Республики Башкортостан от 17.12.2004 N 126-з (ред. от 19.11.2008) „О границах, статусе и административных центрах муниципальных образований в Республике Башкортостан“»).

## Тривия
В 1990 году было решено "за многолетнюю плодотворную работу в колхозном производстве, партийных и советских органах наградить тов. Зинатуллина Миннигайсу Фаттахутдиновича - председателя исполкома Урзайбашевского сельского Совета народных депутатов Буздякского района Почетной грамотой Президиума Верховного Совета Башкирской АССР".